# H.C.C. Groen-Geel
De Haagsche Countryclub Groen-Geel is een Nederlandse countryclub die speelt op De Roggewoning tussen Wassenaar en Den Haag. De club heeft bijna 1.600 leden, verdeeld over drie sporten, hockey (sinds 1932), cricket (sinds 1950) en golf (sinds 1982).

## Hockey
De oorspronkelijk katholieke hockeyclub werd opgericht op 15 februari 1932. De leden kwamen van het St. Aloysius College, later kwamen er ook meisjes van het Edith Stein College in Den Haag. In het begin heette de club Hockey Aloysius College (HAC). Later werd de club naar Groen-Geel hernoemd.
In het seizoen 1933/34 bestond de club uit 30 leden. In 1936 werd het eerste elftal kampioen. In 1938 werd Groen-Geel kampioen Derde klasse en promoveerde het naar de Tweede klasse. In het seizoen 1940/41 speelden er zeven heren- en voor het eerst ook drie dameselftallen.
Aanvankelijk werd door HAC gehockeyd op het tweede voetbalveld van Graaf Willem II, dat toen nog niet samengevoegd was met VAC (Voetbal Aloysius College). Het spelersarsenaal werd aangevuld door leerlingen van het AC, die uitsluitend in katholiek verband mochten sporten.
In de jaren '70 werd het jeugdhockey afgestoten en de katholieke invalshoek losgelaten.
Sinds 2011 beschikt Groen-Geel over drie kunstgrasvelden. In 2024 bestaat de hockeyafdeling uit 35 seniorenelftallen (18 dames, 15 heren en 2 x 45+). Het eerste damesteam speelde enkele jaren in de Overgangsklasse. In het seizoen 2023 - 2024 speelt dames 1 in de Eerste klasse en heren 1 in de Eerste klasse en zijn de overige teams vertegenwoordigd in de reserve Overgangsklasse t/m reserve 5de klasse.

## Cricket
Op 1 april 1950 werd de cricketclub opgericht. Sinds eind vorige eeuw bestaat de vereniging uit een dames- en een herenteam. De dames spelen in de Eerste Klasse, de heren komen uit in de ZAMI competitie. In 2020 werd het 70-jarig lustrum gevierd.

## Golf

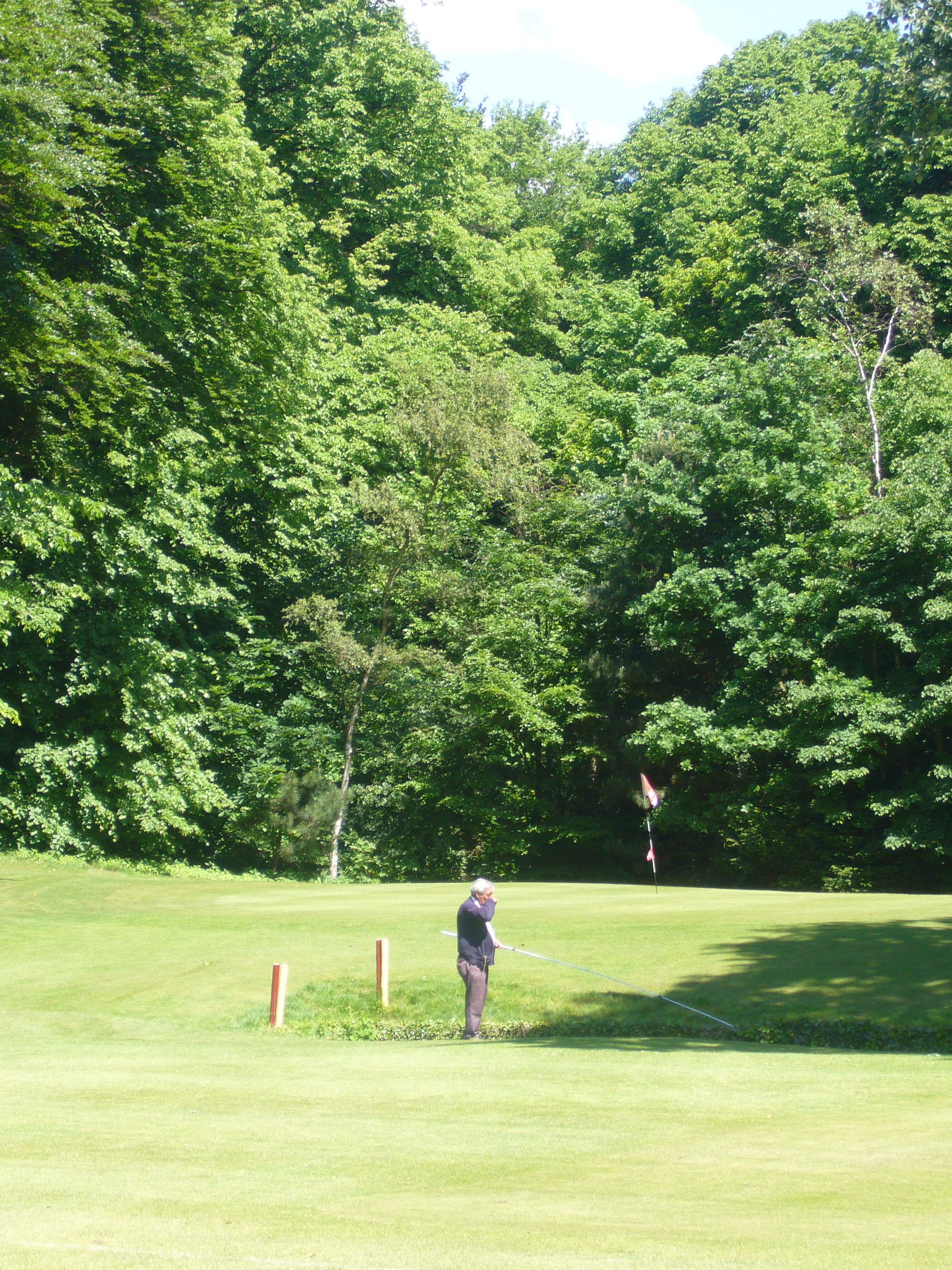
Verhoogde green op Hole 4

Op 1 november 1982 werd de golfclub van Groen-Geel opgericht. Er werden een drivingrange en twee holes naast de hockey- en cricketvelden gebouwd. Later gaf Duinwaterleidingen toestemming tot uitbreiding, mits het terrein onderhouden zou worden. Landgoed Voorlinden gaf toestemming om de vierde hole aan te leggen.
In 2007 is de hole indeling meermaals ugraded. Een van de holes werd afgestaan voor kunstgras aan voetbalclub Graaf Willem II VAC. De resterende baan werd vernieuwd en verlengd. In 2019 werden er nieuwe holes aangelegd waardoor er twee banen ontstonden.